# 呂振羽

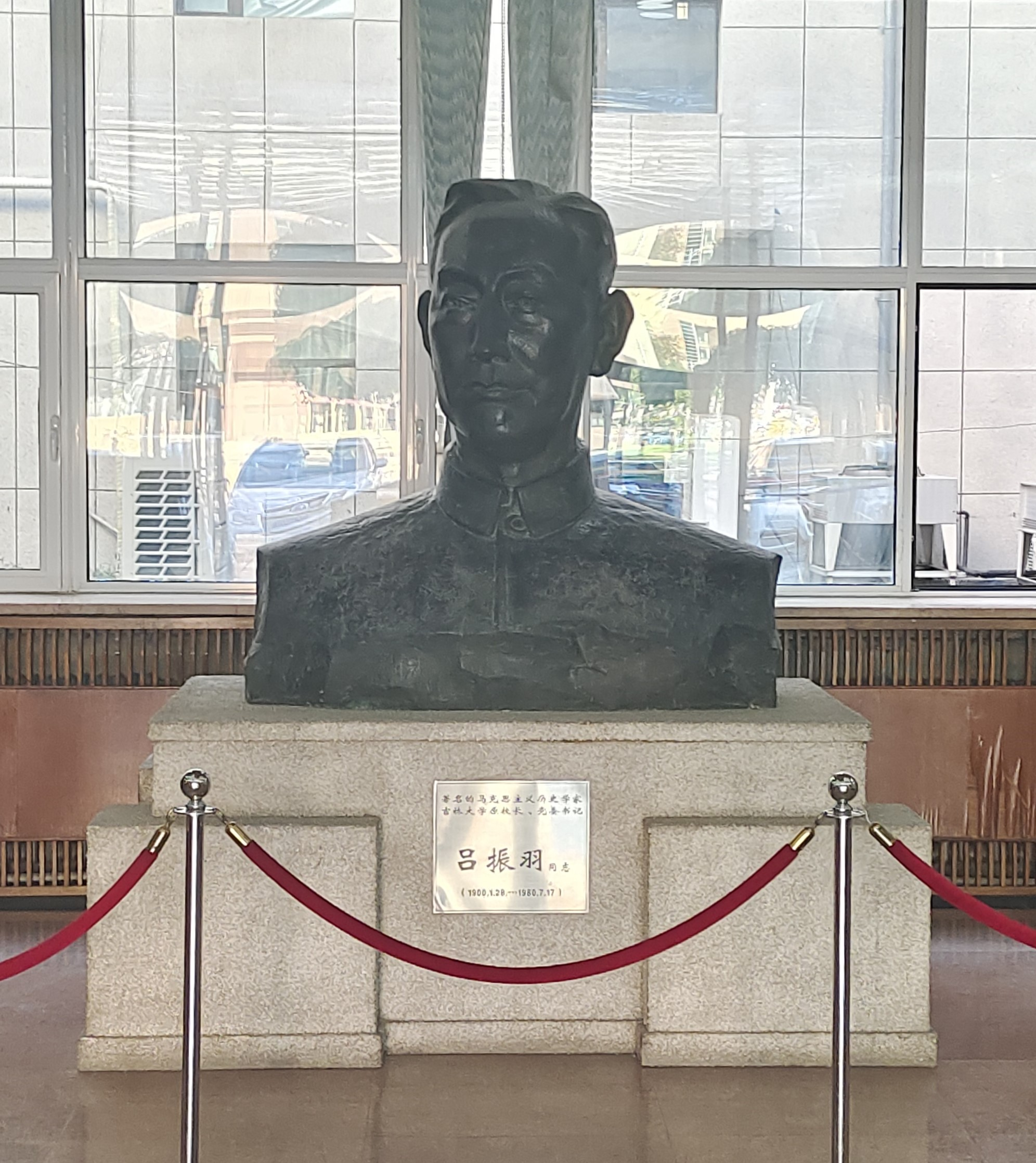
呂振羽塑像，位於吉林大學内

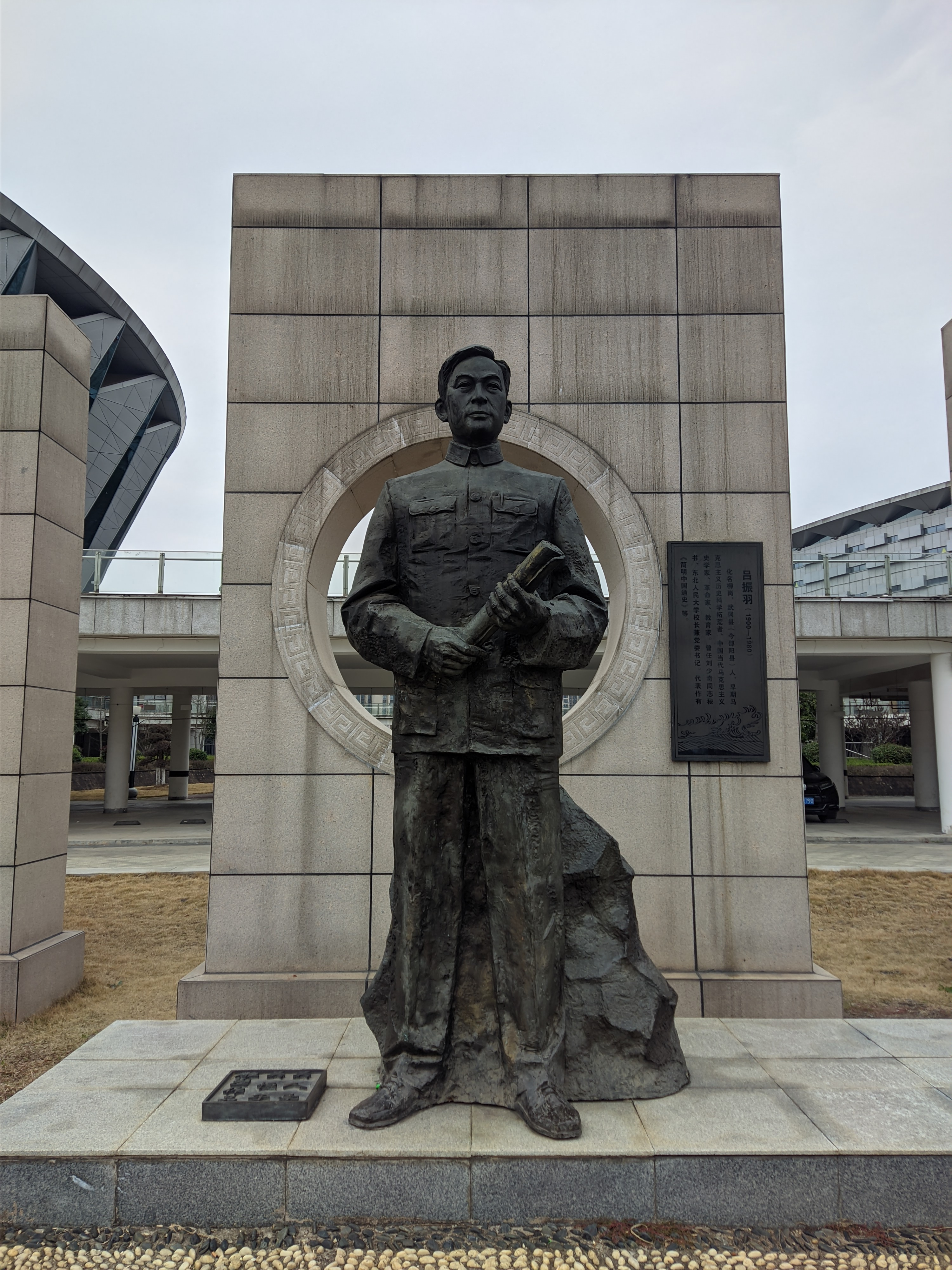
吕像，位于邵阳爱莲文化广场

呂振羽（1900年1月30日—1980年7月17日），原名典福，后改典愛，學名振羽，字行仁，曾化名柳崗，筆名晨光、正于、曾與，男，湖南武岡（今邵陽縣）人，中國马克思主义歷史學家。

## 生平
1922年入湖南高等工業學校。1926年參加北伐軍，1928年在北平主編《村治月刊》、《新東方》月刊。国共二次合作前共产党方面地下联系人。1936年加入中國共產黨，抗日期間任湖南塘田戰時講學院副院長。1942年底，吕振羽夫妇随刘少奇从华中根据地前往延安，后进入中央党校一部，后来卷入“托派”案件中，在延安审干和“抢救”运动中被指控为托派，受到审查，吕断然否认了对他的指控，并完成自己的自传，但此次事件也影响了他完成《简明中国通史》的计划。1948年9月任東北行政学院（吉林大学前身）副校長。1949年10月，吕振羽任大连大学（今大连理工大学）校长兼党委书记。1950年，东北行政学院学校更名为东北人民大学，1951年吕任校长。1954年，中国史学会公布第一届理事会名单，郭沫若担任主席，吴玉章、范文澜担任副主席，他担任理事。史学会成立后，即着手编辑《中国近代史资料丛刊》，由徐特立、范文澜、翦伯赞、陈垣、郑振铎、向达、胡绳、吕振羽、华岗、邵循正、白寿彝为总编辑委员。1955年5月當選為中國科學院學部委員，匡亚明任校长兼党委第一书记。7月离校，调任中国社会科学院历史研究所研究员、中央民族事务委员会委员。"文化大革命"中，他被投入监狱达八年之久，身致重残。
1980年7月17日，因心臟病病逝於北京。

## 著作
著有《簡明中國通史》、《中國歷史論集》、《殷周時代的中國社會》等。